# Hexatoma (Eriocera) dharma
Hexatoma (Eriocera) dharma is een tweevleugelige uit de familie steltmuggen (Limoniidae). De soort komt voor in het Oriëntaals gebied.